# Машин, Митрофан Андреевич
Митрофан Андреевич Машин (1921—1944) — участник Великой Отечественной войны, командир батареи 500-го миномётного полка (54-я армия, 3-й Прибалтийский фронт), старший лейтенант.

## Биография
Родился 25 апреля 1921 года в селе Песковатка (ныне в черте города Лиски Воронежской области), в семье крестьянина. Русский.
Окончил 7 классов. Работал в городе Россошь в системе общественного питания.
В Красной Армии с марта 1942 года, с этого же года — на фронте. Окончил ускоренные курсы артиллерийского училища в 1943 году. Член ВКП(б) с 1943 года. Сражался под Ленинградом и в Прибалтике.
Командир батареи 500-го минометного полка старший лейтенант Митрофан Машин отличился в бою у населенного пункта Чекинс (Балвский район Латвийской ССР). 27 июля 1944 года его батарея отбила 6 контратак противника. Лишившись руки в бою, Машин не покинул наблюдательный пункт, продолжая управлять огнём батареи. При прорыве вражеских автоматчиков к НП — вызвал огонь на себя. Погиб в этом бою. Похоронен в селе Цукусала (латыш. Cūkusala), Ругайский край, Латвия.

## Награды
- Звание Героя Советского Союза (посмертно) присвоено указом Президиума Верховного совета СССР от 24 марта 1945 года.
- Награждён орденами Ленина и Отечественной войны 1 степени, медалями.